# Amsterdamfördraget
Amsterdamfördraget är ett fördrag inom Europeiska unionen som undertecknades den 2 oktober 1997 i Amsterdam, Nederländerna. Det trädde i kraft den 1 maj 1999 efter att ha ratificerats av alla medlemsstater i enlighet med deras respektive konstitutionella bestämmelser.
Amsterdamfördraget ledde till ett stärkt samarbete på ett antal olika områden, däribland sysselsättning, miljö, jämställdhet, folkhälsa, konsumentfrågor och socialpolitik. En av de viktigaste ändringarna var överföringen av asyl- och invandringspolitik samt civilrättsligt samarbete från den mellanstatliga tredje pelaren rättsliga och inrikes frågor till den överstatliga pelaren Europeiska gemenskaperna. Därutöver införde fördraget bestämmelser om fördjupade samarbeten, samtidigt som Schengenregelverket införlivades inom unionens ramar. Fördraget införde också en rättighet för unionsmedborgare att få tillgång till Europaparlamentets, Europeiska unionens råds och Europeiska kommissionens handlingar. Slutligen reformerade fördraget bestämmelserna för den gemensamma utrikes- och säkerhetspolitiken.
För att kunna träda i kraft var fördraget tvunget att ratificeras av alla medlemsstater i enlighet med deras egna konstitutionella bestämmelser. Danmark och Irland valde att folkomrösta om fördraget. Båda folkomröstningarna innebar ett positivt utfall till fördraget.

## Historia

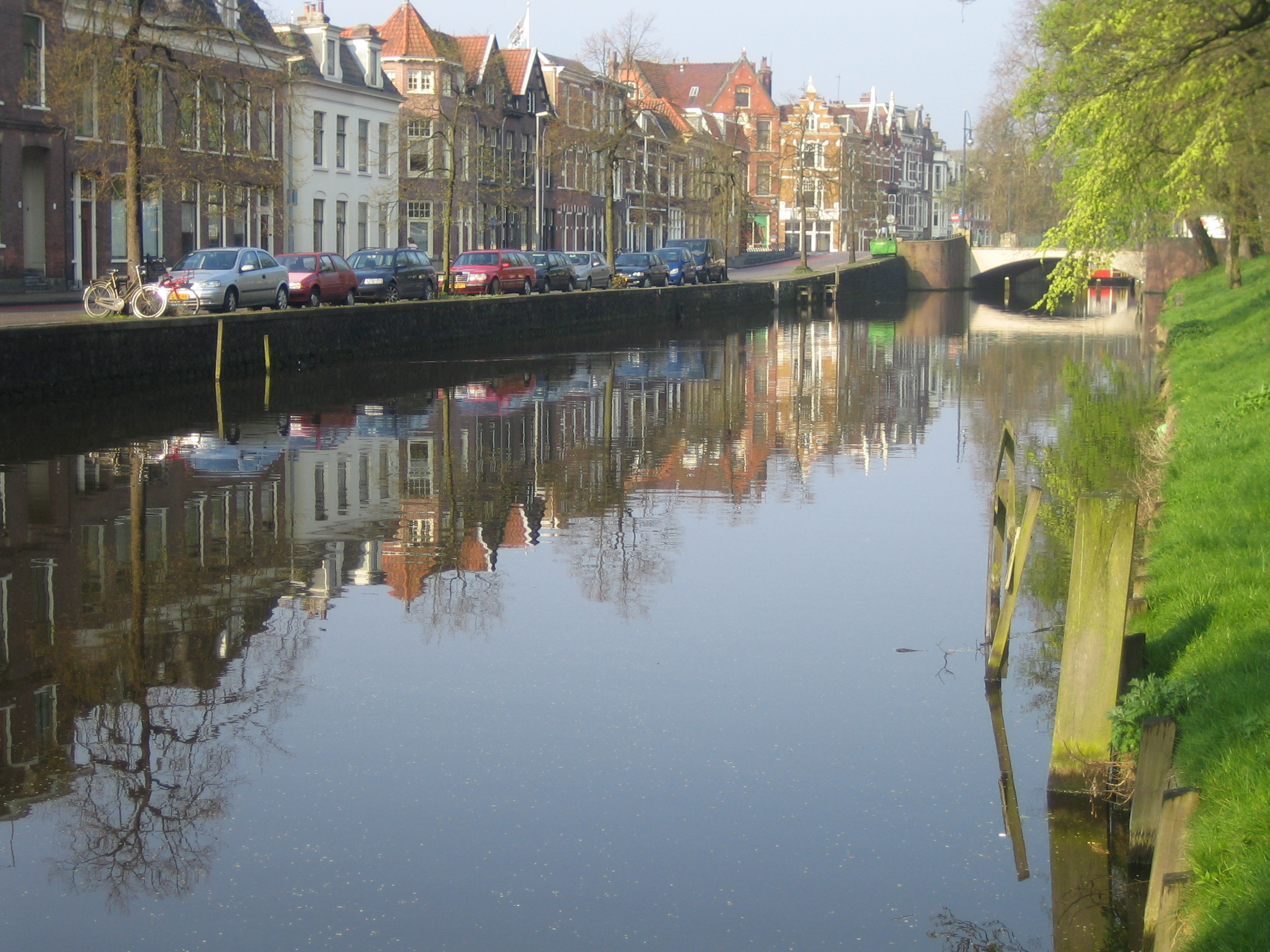
Fördraget signerades i Amsterdam den 2 oktober 1997.

Fördraget var ett resultat av väldigt långa förhandlingar, som började i Messina, Sicilien, den 2 juni 1995, fyrtio år efter signerandet av fördraget om upprättandet av Europeiska ekonomiska gemenskapen. Förhandlingarna inom Europeiska rådet slutfördes på natten mellan den 17 juni och den 18 juni 1997 i Amsterdam, under det nederländska ordförandeskapet. Då antogs även stabilitets- och tillväxtpakten.
Efter det formella signerandet av fördraget den 2 oktober 1997, blev medlemsstaterna indragna i en lika lång och komplex ratificeringsprocess. Europaparlamentet godkände fördraget den 19 november 1997 med bred majoritet. I maj 1998 hölls två folkomröstningar, i Danmark respektive Irland, om fördraget. 
Därefter fortsatte den utdragna ratificeringsprocessen i de tretton övriga medlemsstaterna som godkände fördraget i sina nationella parlament. Slutligen kunde medlemsstaterna fullfölja och avsluta sina ratificeringsförfaranden och fördraget trädde i kraft den 1 maj 1999.

### Signaturer (1999)
|          |         |                |           |          |           |         |           |               |
| Belgien  | Danmark | Finland        | Frankrike | Grekland | Irland    | Italien | Luxemburg | Nederländerna |
|          |         |                |           |          |           |         |           |               |
| Portugal | Spanien | Storbritannien | Sverige   | Tyskland | Österrike |         |           |               |

## Syfte och innehåll
Med Amsterdamfördraget genomfördes en rad reformer, i huvudsak gällande institutionerna och asyl- och invandringspolitiken. Inom det utrikespolitiska området var den största förändringen övertagandet av vissa uppgifter från Västeuropeiska unionen (VEU). En hög representant för gemensamma utrikes- och säkerhetspolitiken inrättades.

### Institutionella förändringar
Med Amsterdamfördraget förenklades lagstiftningsförfarandena. Ett mer enhetligt system introducerades, med tre olika lagstiftningsförfaranden: samråds-, medbeslutande- och samtyckesförfarande. Samtidigt infördes medbeslutandeförfarandet på fler politikområden, vilket utökade Europaparlamentets inflytande. Dessa områden omfattade bland annat miljö, folkhälsa, konsumentskydd, jämställdhet, etableringsrätt, regionalstöd, transporter och utvecklingsbistånd.

### Närmare samarbeten

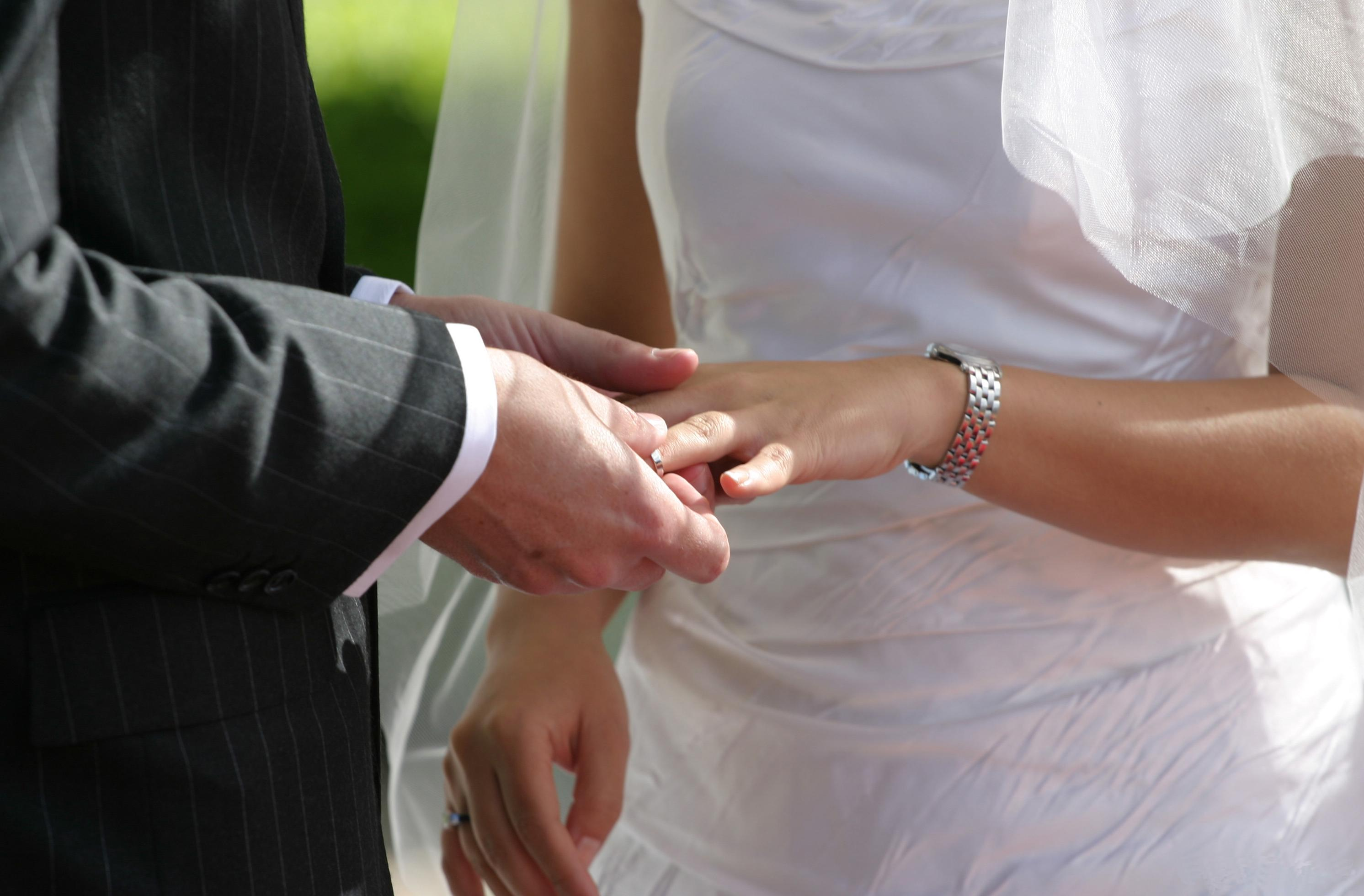
2010 infördes första fördjupade samarbetet, kring skilsmässor.

En helt ny typ av förfarande infördes genom Amsterdamfördraget. Införandet av så kallade närmare samarbeten syftade till att vara en sista utväg för en grupp av medlemsstater att gå vidare i en fråga där inte alla medlemsstaterna kunde enas.
Det närmare samarbetet var kontroversiellt eftersom det innebar att vissa medlemsstater kunde fortsätta den europeiska integrationen, utan att alla andra medlemsstaterna följde med. På så sätt menade kritiker att möjligheten till sådant samarbete skulle kunna leda till splittringar inom unionen.
Bestämmelserna som infördes om närmare samarbeten genom Amsterdamfördraget var så strikta att något närmare samarbete aldrig infördes. Genom Nicefördraget och Lissabonfördraget förenklades bestämmelserna och samarbetstypen ändrade namn till fördjupat samarbete. Det var först sommaren 2010 som det första fördjupade samarbetet inrättades, då mellan fjorton medlemsstater som ville samarbete kring skilsmässolagar.

### Asyl- och invandringspolitik
En av Amsterdamfördragets största förändringar rörde asyl- och invandringspolitiken. Genom fördraget överfördes dessa politikområden från den mellanstatliga tredje pelaren till den överstatliga första pelaren. Det innebar i praktiken att beslut inom asyl- och flyktingfrågor kunde tas av rådet med kvalificerad majoritet istället för med enhällighet. Samtidigt ökade parlamentets inflytande vid lagstiftningen inom dessa områden.
Genom ett protokoll, som fogades till grundfördragen genom Amsterdamfördraget, erhöll Danmark, Irland och Storbritannien särskilda undantag inom de områden som flyttades från tredje pelaren till första pelaren. Med Amsterdamfördraget införlivades också Schengenregelverket inom ramarna för unionens regelverk. Danmarks, Irlands och Storbritanniens undantag omfattade även Schengenregelverket.
En konsekvens av dessa förändringar blev att unionens asyl- och invandringspolitik konsoliderades. Flera samarbeten, till exempel Schengensamarbetet och Dublinkonventionen, inkorporerades inom unionens ramar som en följd av Amsterdamfördragets bestämmelser.

## Ratificeringsprocessen

Slutgiltig deposition avklarad
Ratificeringsförfarandet avklarat
Ratificeringsförfarandet ej klart
Ratificeringsförfarandet stoppat

För att fördraget skulle kunna träda i kraft var det tvunget att bli godkänt, ratificerat, av alla medlemsstater inom unionen. Detta skedde genom enbart parlamentarisk ratificering bland alla medlemsstater utom i Danmark och Irland, som höll folkomröstningar. I alla medlemsstater genomfördes ratificeringen utan några avslag, vilket gör Amsterdamfördraget unikt bland de senaste av EU:s ändringsfördrag.

### Danmark och Irland
Irland var först med att folkomrösta. Detta ägde rum den 22 maj 1998 och resultatet var ett starkt ja till fördraget med 62 % för och 38 % emot. Folkomröstningen var bindande eftersom grundlagsändring krävdes i och med godkännandet av fördraget.
En månad senare kunde därför båda kamrarna inom Irlands parlament godkänna fördraget, som signerades den 6 juli samma år och deponerades hos den italienska regeringen i slutet av juli 1998.
Knappt en vecka efter Irlands folkomröstning höll Danmark den 28 maj 1998 som andra land en omröstning. Även den gav ett positivt resultat, med 55 % för och 45 % emot. Det innebar att fördraget kunde godkännas av landet, signeras av drottningen den 6 juni 1998 och deponeras hos den italienska regeringen i slutet av juni samma år.

### Ratificeringsförfarandet i detalj
| Europeiska unionen |  | 1997-10-02        |                   | 1997-11-19        |                   | ej nödvändigt |  | ej nödvändigt |  |     |     |    |  |
| ------------------ |  | ----------------- | ----------------- | ----------------- | ----------------- | ------------- |  | ------------- |  | --- | --- | -- |  |
|                    |  | Europeiska rådet  | Europeiska rådet  | Europeiska rådet  | Europeiska rådet  | Godkänt       |  | 1997-10-02    |  | 15  | 0   | 0  |  |
|                    |  | Europaparlamentet | Europaparlamentet | Europaparlamentet | Europaparlamentet | Godkänt       |  | 1997-11-19    |  | 348 | 101 | 34 |  |

| Belgien |  | 1997-10-02                         |                                    | 1998-07-09                         |                                    | 1998-08-10 |  | 1999-02-19 |  |     |    |   |  |
| ------- |  | ---------------------------------- | ---------------------------------- | ---------------------------------- | ---------------------------------- | ---------- |  | ---------- |  | --- | -- | - |  |
|         |  | Deputeradekammaren                 | Deputeradekammaren                 | Deputeradekammaren                 | Deputeradekammaren                 | Godkänt    |  | 1998-07-09 |  | 105 | 23 | 0 |  |
|         |  | Senaten                            | Senaten                            | Senaten                            | Senaten                            | Godkänt    |  | 1998-06-04 |  | 49  | 13 | 0 |  |
|         |  | Bryssels regionparlament           | Bryssels regionparlament           | Bryssels regionparlament           | Bryssels regionparlament           | Godkänt    |  | 1999-02-05 |  | 59  | 3  | 9 |  |
|         |  | Bryssels förenta församling        | Bryssels förenta församling        | Bryssels förenta församling        | Bryssels förenta församling        | Godkänt    |  | 1999-02-05 |  | 58  | 3  | 8 |  |
|         |  | Flamländska regionparlamentet      | Flamländska regionparlamentet      | Flamländska regionparlamentet      | Flamländska regionparlamentet      | Godkänt    |  | 1998-12-15 |  | 83  | 28 | 0 |  |
|         |  | Flamländska gemenskapsparlamentet  | Flamländska gemenskapsparlamentet  | Flamländska gemenskapsparlamentet  | Flamländska gemenskapsparlamentet  | Godkänt    |  | 1998-12-15 |  | 85  | 30 | 0 |  |
|         |  | Franska gemenskapsparlamentet      | Franska gemenskapsparlamentet      | Franska gemenskapsparlamentet      | Franska gemenskapsparlamentet      | Godkänt    |  | 1998-07-07 |  | 59  | 12 | 3 |  |
|         |  | Franska gemenskapskommissionen     | Franska gemenskapskommissionen     | Franska gemenskapskommissionen     | Franska gemenskapskommissionen     | Godkänt    |  | 2002-10-18 |  | 53  | 1  | 0 |  |
|         |  | Tyskspråkiga gemenskapsparlamentet | Tyskspråkiga gemenskapsparlamentet | Tyskspråkiga gemenskapsparlamentet | Tyskspråkiga gemenskapsparlamentet | Godkänt    |  | 1998-11-30 |  | 17  | 3  | 0 |  |
|         |  | Vallonska regionparlamentet        | Vallonska regionparlamentet        | Vallonska regionparlamentet        | Vallonska regionparlamentet        | Godkänt    |  | 1998-07-15 |  | ?   | ?  | ? |  |
|         |  | Vallonska gemenskapsparlamentet    | Vallonska gemenskapsparlamentet    | Vallonska gemenskapsparlamentet    | Vallonska gemenskapsparlamentet    | Godkänt    |  | 1998-07-15 |  | ?   | ?  | ? |  |

| Danmark |  | 1997-10-02     |                | 1998-05-28     |                | 1998-06-06 |  | 1998-06-24 |  |      |      |      |  |
| ------- |  | -------------- | -------------- | -------------- | -------------- | ---------- |  | ---------- |  | ---- | ---- | ---- |  |
|         |  | Folkomröstning | Folkomröstning | Folkomröstning | Folkomröstning | Godkänt    |  | 1998-05-28 |  | 55 % | 45 % | 76 % |  |
|         |  | Folketinget    | Folketinget    | Folketinget    | Folketinget    | Godkänt    |  | 1998-05-07 |  | 92   | 22   | 4    |  |

| Finland |  | 1997-10-02 |           | 1998-06-15 |           | 1998-07-10 |  | 1998-07-15 |  |                |   |   |  |
| ------- |  | ---------- | --------- | ---------- | --------- | ---------- |  | ---------- |  | -------------- | - | - |  |
|         |  | Riksdagen  | Riksdagen | Riksdagen  | Riksdagen | Godkänt    |  | 1998-06-15 |  | 110            | 4 | 0 |  |
| Åland   |  | Lagtinget  | Lagtinget | Lagtinget  | Lagtinget | Godkänt    |  | 1998-07-01 |  | Ingen votering |   |   |  |

| Frankrike |  | 1997-10-02           |                      | 1999-03-16           |                      | 1999-03-23 |  | 1999-03-30 |  |     |    |    |  |
| --------- |  | -------------------- | -------------------- | -------------------- | -------------------- | ---------- |  | ---------- |  | --- | -- | -- |  |
|           |  | Nationalförsamlingen | Nationalförsamlingen | Nationalförsamlingen | Nationalförsamlingen | Godkänt    |  | 1999-03-03 |  | 447 | 75 | 10 |  |
|           |  | Senaten              | Senaten              | Senaten              | Senaten              | Godkänt    |  | 1999-03-16 |  | 271 | 42 | 4  |  |

| Grekland |  | 1997-10-02  |             | 1999-02-17  |             | 1999-03-11 |  | 1999-03-23 |  |     |    |   |  |
| -------- |  | ----------- | ----------- | ----------- | ----------- | ---------- |  | ---------- |  | --- | -- | - |  |
|          |  | Parlamentet | Parlamentet | Parlamentet | Parlamentet | Godkänt    |  | 1999-02-17 |  | 246 | 19 | 9 |  |

| Irland |  | 1997-10-02        |                   | 1998-06-25        |                   | 1998-07-06 |  | 1998-07-30 |  |                |      |      |  |
| ------ |  | ----------------- | ----------------- | ----------------- | ----------------- | ---------- |  | ---------- |  | -------------- | ---- | ---- |  |
|        |  | Folkomröstning    | Folkomröstning    | Folkomröstning    | Folkomröstning    | Godkänt    |  | 1998-05-22 |  | 62 %           | 38 % | 56 % |  |
|        |  | Representanthuset | Representanthuset | Representanthuset | Representanthuset | Godkänt    |  | 1998-06-25 |  | Ingen votering |      |      |  |
|        |  | Senaten           | Senaten           | Senaten           | Senaten           | Godkänt    |  | 1998-06-17 |  | Ingen votering |      |      |  |

| Italien |  | 1997-10-02         |                    | 1998-06-03         |                    | 1998-06-16 |  | 1998-07-24 |  |                |   |    |  |
| ------- |  | ------------------ | ------------------ | ------------------ | ------------------ | ---------- |  | ---------- |  | -------------- | - | -- |  |
|         |  | Deputeradekammaren | Deputeradekammaren | Deputeradekammaren | Deputeradekammaren | Godkänt    |  | 1998-03-25 |  | 429            | 1 | 44 |  |
|         |  | Senaten            | Senaten            | Senaten            | Senaten            | Godkänt    |  | 1998-06-03 |  | Ingen votering |   |    |  |

| Luxemburg |  | 1997-10-02  |             | 1998-07-09  |             | 1998-08-03 |  | 1998-09-04 |  |    |   |   |  |
| --------- |  | ----------- | ----------- | ----------- | ----------- | ---------- |  | ---------- |  | -- | - | - |  |
|           |  | Parlamentet | Parlamentet | Parlamentet | Parlamentet | Godkänt    |  | 1998-07-09 |  | 55 | 4 | 1 |  |

| Nederländerna |  | 1997-10-02        |                   | 1998-12-21        |                   | 1998-12-24 |  | 1998-12-31 |  |                |  |  |  |
| ------------- |  | ----------------- | ----------------- | ----------------- | ----------------- | ---------- |  | ---------- |  | -------------- |  |  |  |
|               |  | Representanthuset | Representanthuset | Representanthuset | Representanthuset | Godkänt    |  | 1998-11-05 |  | Ingen votering |  |  |  |
|               |  | Senaten           | Senaten           | Senaten           | Senaten           | Godkänt    |  | 1998-12-21 |  | Ingen votering |  |  |  |

| Portugal |  | 1997-10-02  |             | 1999-01-06  |             | 1999-02-10 |  | 1999-03-19 |  |     |    |   |  |
| -------- |  | ----------- | ----------- | ----------- | ----------- | ---------- |  | ---------- |  | --- | -- | - |  |
|          |  | Parlamentet | Parlamentet | Parlamentet | Parlamentet | Godkänt    |  | 1999-01-06 |  | 193 | 24 | 1 |  |

| Spanien |  | 1997-10-02         |                    | 1998-11-24         |                    | 1998-12-16 |  | 1999-01-05 |  |     |    |   |  |
| ------- |  | ------------------ | ------------------ | ------------------ | ------------------ | ---------- |  | ---------- |  | --- | -- | - |  |
|         |  | Deputeradekammaren | Deputeradekammaren | Deputeradekammaren | Deputeradekammaren | Godkänt    |  | 1998-10-01 |  | 284 | 25 | 2 |  |
|         |  | Senaten            | Senaten            | Senaten            | Senaten            | Godkänt    |  | 1998-11-24 |  | 217 | 1  | 0 |  |

| Storbritannien |  | 1997-10-02 |            | 1998-06-11 |            | 1998-06-11 |  | 1998-06-15 |  |                |     |   |  |
| -------------- |  | ---------- | ---------- | ---------- | ---------- | ---------- |  | ---------- |  | -------------- | --- | - |  |
|                |  | Underhuset | Underhuset | Underhuset | Underhuset | Godkänt    |  | 1998-01-19 |  | 370            | 145 | 0 |  |
|                |  | Överhuset  | Överhuset  | Överhuset  | Överhuset  | Godkänt    |  | 1998-06-11 |  | Ingen votering |     |   |  |

| Sverige |  | 1997-10-02 |           | 1998-04-29 |           | 1998-05-07 |  | 1998-05-15 |  |     |    |   |  |
| ------- |  | ---------- | --------- | ---------- | --------- | ---------- |  | ---------- |  | --- | -- | - |  |
|         |  | Riksdagen  | Riksdagen | Riksdagen  | Riksdagen | Godkänt    |  | 1998-04-29 |  | 226 | 40 | 7 |  |

| Tyskland |  | 1997-10-02    |               | 1998-03-27    |               | 1998-04-08 |  | 1998-05-07 |  |     |    |    |  |
| -------- |  | ------------- | ------------- | ------------- | ------------- | ---------- |  | ---------- |  | --- | -- | -- |  |
|          |  | Förbundsdagen | Förbundsdagen | Förbundsdagen | Förbundsdagen | Godkänt    |  | 1998-03-05 |  | 561 | 34 | 50 |  |
|          |  | Förbundsrådet | Förbundsrådet | Förbundsrådet | Förbundsrådet | Godkänt    |  | 1998-03-27 |  | 68  | 0  | 0  |  |

| Österrike |  | 1997-10-02    |               | 1998-06-04    |               | 1998-07-09 |  | 1998-07-21 |  |                |  |  |  |
| --------- |  | ------------- | ------------- | ------------- | ------------- | ---------- |  | ---------- |  | -------------- |  |  |  |
|           |  | Nationalrådet | Nationalrådet | Nationalrådet | Nationalrådet | Godkänt    |  | 1998-05-12 |  | Ingen votering |  |  |  |
|           |  | Förbundsrådet | Förbundsrådet | Förbundsrådet | Förbundsrådet | Godkänt    |  | 1998-06-04 |  | Ingen votering |  |  |  |